# L'Histoire sans fin 3 : Retour à Fantasia
Pour les articles homonymes, voir L'Histoire sans fin.
Série L'Histoire sans fin
L'Histoire sans fin 2 : Un nouveau chapitre
(1991)
Pour plus de détails, voir Fiche technique et Distribution.
L'Histoire sans fin 3 : Retour à Fantasia (The NeverEnding Story III: Escape from Fantasia) est un film germano-américain réalisé par Peter MacDonald et sorti en 1994.
Il fait suite au film L'Histoire sans fin (1984) de Wolfgang Petersen et L'Histoire sans fin 2 : Un nouveau chapitre de George Trumbull Miller (1991).
Le film reçoit des critiques globalement négatives et est un échec commercial.

## Synopsis
Alors que Bastien s'entend très mal avec la fille de sa belle-mère, Nicole, ce dernier doit échapper aux Nasties, un gang de jeunes, en se réfugiant dans L'Histoire sans fin, le livre magique qu'il a lu et vécu autrefois. Mais les Nasties prennent possession du livre et jettent le chaos sur Fantasia, le Pays Fantastique.

## Fiche technique
Sauf indication contraire, les informations mentionnées dans cette section peuvent être confirmées par la base de données cinématographiques IMDb,  présente dans la section « Liens externes ».
- Titre anglais : The NeverEnding Story III: Escape from Fantasia
- Titre anglophone alternatif : The Neverending Story III: Return to Fantasia
- Titre allemand : Die Unendliche Geschichte III - Rettung aus Phantasien
- Titre français : L'Histoire sans fin 3 : Retour à Fantasia
- Réalisation : Peter MacDonald
- Scénario : Karin Howard et Jeff Lieberman, d'après les personnages créés par Michael Ende
- Musique : Peter Wolf
- Photographie : Robin Vidgeon
- Montage : Michael Bradsell
- Effets spéciaux : John Stephenson
- Production : Heinz Bibo et Dieter Geissler
- Sociétés de production : CineVox, Dieter Geissler Filmproduktion, Studios de Babelsberg, Media Investment Club, Videal GmbH et Bibo TV Studiobetriebs
- Distribution : Warner Bros. (Allemagne, France), Miramax (États-Unis)
- Budget : 25 millions de dollars
- Pays de production :  Allemagne,  États-Unis
- Format : Couleurs
- Genre : fantasy, aventures
- Durée : 95 minutes
- Dates de sortie[1] :
  - Allemagne : 27 octobre 1994
  - France : 5 juillet 1995
  - Québec : 17 mai 1996

## Distribution
- Jason James Richter (VF : Matthieu Tribes) : Bastien Balthazar Bux (Bastian en VO)
- Melody Kay (VF : Julie Turin) : Nicole, la demi-sœur de Bastien
- Jack Black (VF : Luc Mitéran) : Slip
- Carole Finn (VF : Catherine Le Hénan) : Mookie
- Ryan Bollman (VF : Olivier Jankovic) : Dog
- Freddie Jones (VF : Jean Violette) : le vieil homme de la montagne égarée / Karl Konrad Koreander / le libraire
- Julie Cox (VF : Magali Honorat) : l'impératrice (Childlike Empress en VO)
- Moya Brady (VF : Claude Chantal) : Urgl
- Tony Robinson (VF : Georges Aubert) : Engywook
- Thomas Petruo (VF : Denis Savignat) : Grosse-Tête (Large Head en VO)
- Tracey Ellis (VF : Françoise Blanchard) : Jane Bux, la belle-mère de Bastien
- Kevin McNulty (VF : Jean-Marie Boyer) : Barney Bux
- Nicole Parker (VF : Éléonore Caron) : Marcha (Coil ou Nasty # 1)
- Adrien Dorval (VF : Antoine Tomé) : Rage (ou Nasty # 2)
- Kaefan Shaw (VF : Thierry Mercier) : Barky (Bark Troll)
- Gord Robertson : Falkor
- Andrea Nemeth (VF : Léa Drucker) : Rachel, amie de Nicole
- Danu Anthony (VF : Catherine Mongodin) : Samantha, amie de Nicole
- Ruth Nichol (VF : Anne Ludovik) : la mère de Samantha
- Marilyn Norry (VF : Anne Ludovik) : la Pr de Nicole, Rachel et Samantha (ou Mrs. Crackerby)

Sources et légende : version française (VF) sur Voxofilm

## Production

### Écriture
Contrairement au premier volet qui adaptait quasi-fidèlement la première moitié du livre original de Michael Ende, et au second qui s'inspirait légèrement de la deuxième moitié, L'Histoire sans fin 3, Retour à Fantasia se fonde sur un scénario original, qui ne reprend que certains personnages et l'univers du livre. Pour la première fois, la majeure partie de l'aventure se déroule dans l'univers réel de Bastien ; ce dernier est accompagné de Falkor et d'un fantasien encore inconnu -Barky- auxquels s'ajoutent accidentellement Junior et le couple de gnomes.

### Attribution des rôles
Jason James Richter est le troisième acteur à avoir incarné Bastien après Barret Oliver dans le premier opus et Jonathan Brandis dans le deuxième. Atreju n'est pas présent dans ce film, contrairement aux deux premiers.
Le film marque les débuts de Jack Black qui par la suite connut de grands succès comme Mars Attacks!, King Kong ou Les Voyages de Gulliver.

### Effets spéciaux
Les effets spéciaux du film sont conçus par l'entreprise Jim Henson's Creature Shop.

## Sortie et accueil
Le film a été principalement pointé du doigt par les critiques de cinéma pour ses dialogues et ses effets spéciaux médiocres. Échec cinématographique, il sort directement en vidéo aux États-Unis et connait qu'une sortie limitée dans les salles américaine en 1996. Côté box-office, le film totalise environ 5 millions de dollars en Allemagne. En France, il n'attire que 97 144 spectateurs en salles.
Dans le magazine américain Variety, Derek Elley livre une critique très défavorable au film, qu'il qualifie de « réélaboration sans charme et désespérée de la franchise qui aurait pu s'appeler aussi bien Bastien va au lycée ». Selon lui, « cet effort raté brise le charme du premier film de 1984 et la magie plus sombre de sa suite de 1990 en faveur d'un récit vaguement branché bricolé par un comité de marketing »,.